# Бугурусланский маньяк
«Бугурусланский маньяк» — предполагаемый серийный убийца, который по версии следствия в период с 24 марта 2000 по 2013 год совершил как минимум 9 убийств девушек и женщин, сопряжённых с изнасилованиями, на территории города Бугуруслан (Оренбургская область) и Бугурусланского района. В июле 2025 года был арестован подозреваемый, который по версии следствия был причастен к совершению убийств 2 девушек из списка жертв «Бугурусланского маньяка», однако достоверных сведений о его причастности к другим убийствам по состоянию на август 2025 года найдено не было.

## Серия убийств и способ действия
По версии следствия, серийным убийцей являлся мужчина средних лет, который являлся таксистом или водителем-дальнобойщиком. Маршруты его рейсов пролегали по автодорогам Бугурусланского района, где он находил своих потенциальных жертв, заманивал их в свой автомобиль, после чего вывозил в лесополосы, где подвергал сексуальному насилию, избивал и убивал посредством удушения. Останки 6 жертв никогда не были найдены и они по состоянию на 2025 год считались пропавшими без вести. Преступник действовал с предельной осторожностью. В ходе совершения преступлений он не оставлял правоохранительным органам практически никаких зацепок, вследствие чего расследование преступлений продолжалось почти 25 лет.
Первое убийство было совершено 24 марта 2000 года, когда из своего дома в Бугуруслане вышла на улицу 21-летняя Ольга Данилова, после чего пропала без вести.
8 апреля 2002 года бесследно исчезла в селе Михайловка на расстоянии  четырех километрах от Бугуруслана 39-летняя Галина Игнатьева.
В мае 2005 года по дороге из Бугуруслана в село Поникло пропала без вести 19-летняя Диана Галиева.
2 сентября 2005 года бесследно исчезла 25-летняя Альбина Галимова, студентка  5 курса  Бузулукского гуманитарно-технологического института, которая  выехала на маршрутном такси из города Бузулук в сторону поселка Чкаловский (Асекеевский район Оренбургской области) и пропала без вести.
30 сентября 2005 года пропала без вести 34-летняя Марина Васькина. В день исчезновения девушка была замечена на обочине дороги в селе Михайловка.
Следующей жертвой серийного убийцы по версии следствия стала 17-летняя Эльвира Габдрахманова, которая 7 июня 2006 года уехала из Бугуруслана в село Асекеево, где она проживала, после чего пропала без вести.
Летом 2008 года были убиты две женщины 30 и 41 года. Их тела были обнаружены на расстоянии 30 метров друг от друга 14 августа того же года в лесополосе вблизи дороги «Бугуруслан — Старокутлумбетово» недалеко от села Красноярка. В ходе судебно-медицинской экспертизы было установлено, что одна из женщин была убита через 2 месяца после первой. При осмотре места происшествия на одежде одной из убитой были найдены биологические следы, которые принадлежали преступнику. Из следов семени удалось выделить генотип мужчины, однако на тот момент общей базы ДНК не было, а оперативно-розыскные мероприятия желаемого результата не принесли, вследствие чего  расследование уголовного дела было приостановлено более чем на десять лет.
Последнее убийство по версии следствия «Бугурусланский маньяк» совершил в 2013 году. Тело убитой было обнаружено в лесополосе на расстоянии  двух с половиной километрах от Бугуруслана. Перед смертью девушка была сильна избита. В ходе судебно-медицинской экспертизы на теле жертвы были выявлены множественные кровоподтеки головы, лобной области, глаз, левой щеки, открытый перелом носа и повреждение левой ушной раковины. На шее также имелись следы удушения. Так как никаких документов рядом с трупом найдено не было, личность жертвы в последующие годы установить не удалось. Следствие предположило, что убитой на момент смерти было около 20-25 лет и она  могла приехать в Оренбургскую область из Самарской области, Татарстана или Башкирии.

## Расследование
Так как серийный убийца при совершении убийств и похищений не оставил следствию практически никаких зацепок, а свидетелей преступлений не было, расследование серии убийств несколько раз приостанавливалось. В очередной раз расследование было возобновлено только лишь в начале 2020-х годов, когда отдел особо важных дел регионального управления СКР возобновил расследование двойного убийства в 2008-м году. За несколько лет оперативники проделали большую работу. Так как генотип убийцы был известен следствию, оперативники сконцентрировали свои усилия по проверке нескольких тысяч генотипов преступников, находящихся в общей базе ДНК и опросили более 200 человек — жителей города Бугуруслана и Бугурусланского района, которые во время совершения серии убийств работали водителями, частным извозом и имели отношение к убитым и пропавшим без вести девушкам. Одним из подозреваемых некоторое время являлся «орский маньяк» Валерий Андреев.
В начале лета 2025 года ДНК-анализ позволил установить, что генотипический профиль ДНК подозреваемого соответствовал генотипическому профилю 59-летнего Сергея Карпука, который был обнаружен на территории Саратовской области и арестован в июле 2025 года. Во время совершения убийств Карпук проживал в Бугуруслане, откуда внезапно уехал в Саратовскую область в 2013 году, предварительно разведясь с женой. После ареста под тяжестью доказательств Сергей Карпук признался в совершении 2 убийств и был этапирован в Бугуруслан, где в конце июля 2025 года под конвоем был доставлен на места совершения убийств для проведения следственного эксперимента. На допросе Сергей Карпук заявил, что в 2000-е годы подрабатывал частным извозом и своих жертв встретил на дороге, когда они ловили попутку. Согласно свидетельствам Карпука, в ходе нападения он наносил своим жертвам удары молотком по голове, после чего насиловал и душил. В августе 2025 года по решению суда на время следствия Сергей Карпук был отправлен в СИЗО. Следствие подозревало Карпука в совершении других убийств, однако сам Карпук своей причастности к другим эпизодам не признал.